# 중화동
중화동(中和洞)은 서울특별시 중랑구의 법정동이다.

## 개요
중화동이라는 동명은 예부터 봉화산 아래 자연마을인 ‘가운데 마을’(中里, 중리)과 ‘아랫마을’(下里, 하리)의 글자를 따서 중하리(中下里)로 칭했는데 1963년에 서울특별시로 편입될 당시 동민들의 의견이 아래 하(下) 대신 ‘화목’을 도모하는 화(和)를 넣어 중화동으로 개칭할 것을 서울특별시에 건의하였기 때문에 중화동으로 되었다. 여기의 공식적인 지명은 일제강점기 초까지 경기도 양주군 망우리면 중리(中里)와 하리(下里)의 일부지역이었으나 1914년 4월 1일 일제의 행정 구역 통폐합시 양주군 구리면 중하리로 칭하였으며, 해방 후에도 이 지명은 변함이 없이 이어져 왔다. 1963년 1월 1일 서울특별시의 확장으로 동대문구에 편입하고 동명도 중화동으로 개칭되었다.

## 연혁
- 1963년 1월 1일 : 양주군 구리면 중하리에서 서울특별시 동대문구 중화동으로 편입
- 1977년 9월 1일 : 중화동에서 중화1·2동으로 분동
- 1988년 1월 1일 : 동대문구 중화동에서 중랑구 중화1동으로 분리 신설
- 1989년 6월 1일 : 중랑구 중화1동에서 중화1·3동으로 분동
- 2008년 1월 1일 : 중랑구 중화2동과 중화3동에서 중화2동으로 통합

## 교육
- 중랑중학교
- 장안중학교
- 서울중흥초등학교
- 서울묵동초등학교
- 중화고등학교

## 교통
- ● 서울 지하철 7호선 중화역
- ● 수도권 전철 경의·중앙선 중랑역

## 같이 보기
- 대한민국의 행정 구역